# Erick Farias
Erick Samuel Corrêa Farias (Pelotas, 3 gennaio 1997) è un calciatore brasiliano, attaccante dell'Ulsan HD.

## Carriera
Farias è cresciuto nel settore giovanile del Grêmio, che ha lasciato nel 2017 per firmare con i danesi del Vejle. Ha debuttato con il club biancorosso il 13 settembre nell'incontro di 1. Division perso 2-0 contro il Viborg.
Rientrato in Brasile dopo soli sei mesi, dopo una stagione al Boa Esporte in Série B ha giocato nelle serie inferiori con Pelotas, Glória, Hercílio Luz, Inter de Lages, Avenida e Nova Mutum.
Nel 2021 ha firmato con l'Ypiranga-RS in Série C e l'anno successivo è passato in prestito al Vasco da Gama. Rientrato all'Ypiranga, nella prima metà del 2023 ha segnato con regolarità nel Campionato Gaúcho ed in Série C. Il 3 agosto 2023 ha firmato un triennale con la Juventude ed al termine della stagione ha conquistato la promozione in Série A. Ha debuttato nella massima divisione brasiliana il 13 aprile 2024 nell'incontro pareggiato 1-1 contro il Criciúma e due settimane dopo è andato a segno contro l'Athl. Paranaense.

## Statistiche

### Presenze e reti nei club
Statistiche aggiornate al 1º giugno 2024.
| Stagione        | Squadra         | Campionato      | Campionato | Campionato | Coppe nazionali | Coppe nazionali | Coppe nazionali | Coppe continentali | Coppe continentali | Coppe continentali | Altre coppe | Altre coppe | Altre coppe | Totale | Totale | Totale |
| Stagione        | Squadra         | Comp            | Pres       | Reti       | Comp            | Pres            | Reti            | Comp               | Pres               | Reti               | Comp        | Pres        | Reti        | Pres   | Reti   |        |
| --------------- | --------------- | --------------- | ---------- | ---------- | --------------- | --------------- | --------------- | ------------------ | ------------------ | ------------------ | ----------- | ----------- | ----------- | ------ | ------ | ------ |
| 2017-2018       | Vejle           | 1D              | 8          | 0          | CD              | 0               | 0               |                    | -                  | -                  |             | -           | -           | 8      | 0      |        |
| 2018            | Boa Esporte     | M1/MG+B         | 5+5        | 0          | CB              | 0               | 0               |                    | -                  | -                  |             | -           | -           | 5+5    | 0      |        |
| 2018            | Pelotas         | A2/RS           | 0          | 0          |                 | -               | -               |                    | -                  | -                  | FGF         | 12          | 0           | 12     | 0      |        |
| 2019            | Glória          | A2/RS           | 17         | 5          |                 | -               | -               |                    | -                  | -                  |             | -           | -           | 17     | 5      |        |
| 2019            | Hercílio Luz    | D               | 2          | 0          | CB              | 0               | 0               |                    | -                  | -                  |             | -           | -           | 2      | 0      |        |
| 2019            | Inter de Lages  | B/SC            | 7          | 2          | CB              | 0               | 0               |                    | -                  | -                  |             | -           | -           | 7      | 2      |        |
| 2019            | Avenida         | PD/RS+D         | 0          | 0          |                 | -               | -               |                    | -                  | -                  | FGF         | 7           | 0           | 7      | 0      |        |
| 2020            | Avenida         | PD/RS           | 3          | 0          |                 | -               | -               |                    | -                  | -                  |             | -           | -           | 3      | 0      |        |
| 2021            | Nova Mutum      | PD/MT+D         | 11+0       | 2+0        | CB              | 0               | 0               |                    | -                  | -                  |             | -           | -           | 11     | 2      |        |
| 2021            | Ypiranga-RS     | PD/RS+C         | 0+23       | 0          | CB              | 1               | 0               |                    | -                  | -                  |             | -           | -           | 24     | 0      |        |
| 2022            | Ypiranga-RS     | PD/RS+C         | 15+0       | 6          | CB              | 0               | 0               |                    | -                  | -                  |             | -           | -           | 15     | 6      |        |
| 2022            | Vasco da Gama   | A/RJ+B          | 0+14       | 1          | CB              | 0               | 0               |                    | -                  | -                  |             | -           | -           | 14     | 1      |        |
| 2023            | Vasco da Gama   | A/RJ+A          | 2+0        | 0          | CB              | 0               | 0               |                    | -                  | -                  |             | -           | -           | 2      | 0      |        |
| 2023            | Ypiranga-RS     | PD/RS+C         | 7+14       | 5+9        | CB              | 4               | 0               |                    | -                  | -                  |             | -           | -           | 25     | 14     |        |
| 2023            | Juventude       | B               | 0+13       | 2          | CB              | 0               | 0               |                    | -                  | -                  |             | -           | -           | 13     | 2      |        |
| 2024            | Juventude       | A               | 13+5       | 3+1        | CB              | 1               | 0               |                    | -                  | -                  |             | -           | -           | 19     | 4      |        |
| Totale carriera | Totale carriera | Totale carriera | 164        | 36         |                 | 6               | 0               |                    | -                  | -                  |             | 19          | 0           | 189    | 36     |        |